# Натпоље
Натпоље је насељено мјесто у општини Шипово, Република Српска, БиХ. Према попису становништва из 1991. у насељу је живјело 139 становника.

## Географија
Село се налази око 17 километара југоисточно од Шипова.

## Историја
У Натпољу се налази Војничко спомен-гробље на коме су сахраљена 62 погинула борца Прве шиповачке лаке пјешадијске бригаде Војске Републике Српске. Борци који су сахрањени на овом гробљу су већином Срби расељени 1992. са подручја општине Јајце.

## Становништво
| Националност       | 1991. | 1981. | 1971. | 1961. |
| Срби               | 139   | 268   | 349   |       |
| остали и непознато |       | 1     | 3     |       |
| Укупно             | 139   | 269   | 352   | '     |

| Демографија | Демографија | Демографија |
| Година      | Становника  | Становника  |
| ----------- | ----------- | ----------- |
| 1961.       | 404         |             |
| 1971.       | 352         |             |
| 1981.       | 269         |             |
| 1991.       | 139         |             |
| 2013.       | 55          |             |